# HD 85512 b
HD 85512 b是一颗太阳系外行星，是繞行位於船帆座的K型主序星HD 85512（又稱為格利澤 370）轨道上的行星，距离地球约36光年，又稱為格利澤 370b（Gliese 370 b）。因為HD 85512 b的質量至少是地球質量的3.6倍，所以HD 85512 b被認為是一顆超級地球，正好位於適居帶的邊緣。2011年8月17日發現的HD 85512 b與格利澤581d被認為是適合人類居住的候選行星。 2023 年 波江座40b_ HD20794c _HD85512b_HD114613b 偽陽性訊號

## 發現

HD 85512 b的公轉軌道與HD 85512適居帶的比較

瑞士日內瓦天文台的天文學家斯特凡·烏德里（Stéphane Udry）等人於2011年8月17日使用歐洲南方天文台的智利拉西拉天文台（La Silla Observatory）3.6公尺望遠鏡的高精度徑向速度行星搜索器（High Accuracy Radial Velocity Planet Searcher，簡稱為HARPS）發現了HD 85512 b 。研究小組利用都卜勒光譜學技術，藉由行星通過母星運動時的細微變化，來決定該行星質量的最小值。

## 物理特性
2011年8月17日，研究人員公佈研究報告，認為HD 85512 b是科學家迄今所發現最適合人類居住的太陽系外行星，也是科學家藉由高精度視向速度行星搜索器所發現最穩定的太陽系外行星之一。HD 85512 b質量的最小值為地球質量的3.6 ± 0.5倍，表面重力約為1.4G，大氣層頂部的溫度估計為熱力學溫標298度（攝氏25度或華氏77度）。天文學家所估計的溫度與法國南部的氣溫相類似，但是HD 85512 b普遍存在的各種大氣條件必須由科學家加以分析後，才可以估計出行星的表面溫度。HD 85512 b的公轉軌道距離母星約0.26天文單位（AU），公轉週期約為54天。

## 氣候
如果HD 85512 b的溫度低於熱力學溫標270度（攝氏-3.15度），而且繞行圓形軌道公轉，行星反照率應該是0.48 ± 0.05；如果偏心率為0.11，行星反照率則應該是0.52。如果HD 85512 b覆蓋著50％的雲層，水可能以液態的形式存在於行星表層，製造出的大氣層類似我們居住的地球，也讓HD 85512 b可以適合生物居住。此外，如果行星的反照率由於雲層覆蓋而增加，水可能以液態的形式存在於行星表層，意味著HD 85512 b位於適居帶的邊緣。

## 溫度
天文學家在測量格利澤370的恆星光度後，得知格利澤370的光度為太陽的0.126倍，天文學家可以計算出HD 85512 b的有效溫度（又稱為黑體溫度），但是可能會因為表面溫度不同而有不同的數值。根據上述的反照率，得知HD 85512 b的有效溫度將是攝氏24.138度（華氏75度）。

## 參看
- 適居帶
- 格利泽581g
- 格利泽581d
- 鑽石行星

## 相關文獻
- F. Pepe, C. Lovis, D. Ségransan, W. Benz, F. Bouchy, X. Dumusque, M. Mayor, D. Queloz, N. C. Santos et S. Udry, « The HARPS search for Earth-like planets in the habitable zone: I – Very low-mass planets around HD20794, HD85512 and HD192310 », dans Astronomy & Astrophysics (accepté, à publier), 2011-8-24
- L. Kaltenegger, S. Udry et F. Pepe, « A Habitable Planet around HD 85512? », dans Astronomie & Astrophysics (soumis), 2011-8-17

## 外部連結
- A Habitable Planet around HD 85512（页面存档备份，存于）
- HD 85512 b（页面存档备份，存于）